# مجموعة عبد الرحمن علي التركي
مؤسسة عبد الرحمن علي التركي للتجارة والمقاولات أو مجموعة عبد الرحمن علي التركي وتعرف أكثر باسم أتكو، هي مجموعة سعودية متعددة النشاطات متمركزة في مدينة الدمام. ترجع بداياتها إلى الخمسينات من القرن الماضي وهي مملوكة بالكامل من طرف مؤسسها ورئيس مجلس إدارتها، رجل الأعمال الشيخ عبد الرحمن علي التركي. نائب الرئيس التنفيذي هو زياد عبد الرحمن التركي.
تتكون المجموعة من 33 فرعا وشركة مشتركة، في مجالات متنوعة كالتجارة العامة، المقاولات، مواد البناء، الكيمياء، السياحة، خدمات الكمبيوتر، والخدمات البحرية. من أهم شركاءها هونيوال الأمريكية وأي بي بي السويسرية. تشارك المجموعة عبر إحدى فروعها مع كيوتل القطرية في كونسورتيوم يسعى للفوز برخصة لتقديم خدمات للاتصالات الثابتة في السعودية. لا تنشر المجموعة نتائجها المالية، لكن إيراداتها تقدر بأكثر من ملياري ريال سعودي. تشغل أكثر من ثلاثة آلاف شخص. لها عدة اتفاقيات داعمة للسعودة.

## وصلات خارجية
- موقع الشركة